# Secco (marca)
Secco es una marca de gaseosas originaria de la Provincia de Santiago del Estero en Argentina. La empresa comercializa su producto en Argentina.

## Historia

### Inicios
Corría el año 1870 en la provincia de Santiago del Estero cuando se instaló la primera fábrica de hielo de la provincia. Ubicada en la esquina de Calles Islas Malvinas y Güemes, era propiedad de los hermanos italianos Ludovico y Enrique Reinhold. Ludovico estaba casado con Ercilia Minestrone y ambos tenían 3 hijos: Ludovico, Amelia y Vicente.
Años más tarde, en 1899, llegan al país provenientes de Italia Sebastiano Pietro Secco Y Angelina Giacomo Todesco con sus tres hijos Giovani, Giacomo y Paola. Más adelante Sebastiano Y Angelina tuvieron 4 hijos más, todos nacidos en suelo argentino.
Estos jóvenes y pujantes inmigrantes italianos encontraron en la Provincia de Santiago del Estero un lugar propicio para establecerse y comenzar a forjar sus sueños. Es así que el matrimonio se afinca en la localidad de El Polear, perteneciente al Departamento Banda para desarrollar el cultivo de frutillas. Tras la muerte de Ludovico Rehinhold en 1915, su hermano Enrique decide vender la Fábrica de Hielo a la familia Secco.
Con el pasar de los años los hijos de Sebastiano Secco y Angelina Giacomo, asumen la conducción de la empresa y deciden incorporar a su actividad, la elaboración de bebidas sin alcohol. Nacía la Bilz Secco.
En los albores de una empresa netamente familiar, el área operativa y de máquinas estaba a cargo de Pedro Secco. Relaciones Públicas y Ventas a cargo de Jose Secco y Virgilio Secco estaba a la cabeza del área que preparaba el Jarabe y el Aceite esencial. Carlos Giana, esposo de María Secco, era el responsable de la Administración y el resto de los hermanos, se dedicaba a la Administración de las fincas de la familia.
En un comienzo la Bilz Secco no tenía conservantes, por lo tanto su vida útil era de unos pocos días y se vendía en la Ciudad de Santiago del Estero y parte del interior. Pronto su particular sabor e inconfundible efervescencia se arraigaron en el paladar de todos los Santiagueños.
A medida que las ventas fueron creciendo, se fue adquiriendo maquinaria, anexando sabores y para el año 1970 se produce un hito en la vida de la empresa, la adquisición de máquinas automáticas de llenado. La tercera generación ingresa a la empresa y se registra como marca: Gaseosa Secco.
En el año 1979, la empresa pasa a manos de Miguel Tauil, quien traslada la planta a la esquina de las calles Alem y Bolivia. Como primera medida, anexa a la Tradicional Bilz Secco, los sabores Naranja, Mandarina y Lima Limón.

### Desarrollo y expansión
Miguel Tauil decide vender la marca a Produnoa S.A. en 1991. Al año siguiente se traslada nuevamente la planta, esta vez al predio del parque industrial donde actualmente funciona. Además se realizan fuertes inversiones en aras de aumentar la producción y expandir mercados.
En 1993 desarrolla de nuevos productos y marcas e implementa el envase PET en distintos calibres.
En el año 1995 Produnoa S.A. cambia de accionistas. Al asumir los nuevos miembros, se genera un crecimiento más acelerado y se consolidan las distintas marcas a nivel nacional.
Produnoa S.A. se constituye como la primera empresa del norte argentino en elaborar preformas, insumo estratégico para la elaboración de la Botella de plástico y con ello completa el proceso de elaboración; inyección, soplado y llenado.
Actualmente Produnoa S.A. es una empresa dedicada a la producción y comercialización de bebidas gaseosas, agua mineral y aguas saborizadas. Sus Productos se comercializan en el país.
Además de Secco, se elaboran otras cinco marcas de bebidas, cada una con sus distintas presentaciones y tamaños, destinadas a cubrir las necesidades de todos los segmentos del mercado.
Está provista de equipamiento de última generación. Posee un sistema integral de calidad, toda la materia prima e insumos son comprados a empresas líderes del mercado mundial. La experiencia y los conocimientos de sus Recursos humanos, le permiten obtener productos de la más alta calidad. La innovación, la búsqueda incesante de mejoras continuas y la vocación puesta al servicio de las necesidades cambiantes de los consumidores, permitieron a esta empresa, posicionarse a nivel nacional, como una de las empresas líderes del país.